# Nonverbal kommunikation
Nonverbal kommunikation dækker over: overførsel af budskaber og signaler uden brug af ord, gennem platforme som øjenkontakt (oculesics), kropssprog (kinesics), social afstand (proxemics), berøring (haptik), stemmekvalitet (prosodi og paralangualitet), fysiske omgivelser og udseende samt brug af genstande. Under kommunikation anvendes nonverbale kanaler til at formidle betydninger, som så bliver opfanget og tolket af andre. Studiet af nonverbal kommunikation begyndte allerede i 1872, da Charles Darwin udgav Udtrykket af følelser hos mennesker og dyr. Her begyndte han at undersøge, hvordan dyr som løver, hunde og tigre kommunikerer gennem kropslige signaler og ansigtsudtryk – og hvordan dette ligner menneskelig adfærd. Det var den første systematiske undersøgelse af nonverbal kommunikation og dens betydning. I dag vurderer forskere, at nonverbal kommunikation i mange sammenhænge overfører mere information end selve den talte kommunikation.
Ligesom tale består af nonverbale elementer – samlet kendt som paralanguage eller paraverbal kommunikation – såsom stemmekvalitet, tempo, tonehøjde, lydstyrke og stil, så indeholder nonverbal kommunikation også vokale signaler. Det inkluderer bl.a. tonefald, betoninger og inflektionsmønstre, som bidrager til at give dybde og præcision til det, der bliver formidlet. Forskning i nonverbal kommunikation har især fokuseret på interaktion mellem mennesker, og denne interaktion opdeles ofte i tre hovedkategorier: miljømæssige forhold, hvor kommunikationen foregår, fysiske karakteristika ved de involverede personer, og adfærd under selve udvekslingen.

## Vigtighed
Ifølge visse forfattere udgør nonverbal kommunikation to tredjedele af alt kommunikation.
Nonverbal kommunikation kan både fremføres gennem stemmen og via kropslige signaler som gestik og mimik. Disse kropslige udtryk inkluderer fysiske karakteristika, både bevidste og ubevidste bevægelser og signaler, samt håndtering af personlig afstand. Hvis kropssproget ikke stemmer overens med det sagte, kan modtageren opfatte budskabet som forvirrende eller utroværdigt. At være opmærksom på både verbale og nonverbale elementer kan være krævende, og manglende evne til at afkode begge samtidig kan få kommunikationen til at virke forvirrende. Alligevel vurderer eksperter, at man kan gå glip af op mod 60% af budskabet, hvis man helt ignorerer de nonverbale aspekter.
Nonverbal kommunikation spiller en væsentlig rolle i dannelsen af førstehåndsindtryk – hvad enten det handler om romantiske relationer eller jobsamtaler. Forskning viser, at disse indtryk i gennemsnit skabes inden for de første fire sekunder af et møde. Førstehåndsindtryk har stor betydning for, hvordan en person opfatter en anden. Når en person fortolker en kommunikationssituation, bruger vedkommende alle fem sanser: 83% syn, 11% hørelse, 3% lugt, 2% berøring og 1% smag.
Mange oprindelige kulturer bruger nonverbal kommunikation aktivt i den sociale opdragelse af børn. Her lærer børn gennem iagttagelse og deltagelse, og nonverbale signaler spiller en central rolle i denne form for læring.
Ifølge Judee K. Burgoon m.fl. er der flere grunde til, at nonverbal kommunikation er uundværlig:
- “Nonverbal kommunikation er allestedsnærværende.”[11] Den indgår i alle former for kommunikation. For at opnå fuld kommunikation i fysiske interaktioner skal man tage højde for alle nonverbale kanaler: kropssprog, ansigtsudtryk, stemmeføring, udseende, berøring, afstand, timing og omgivelser. Selv skriftlig kommunikation kan bære nonverbale træk: e-mails, chats og sociale medier giver mulighed for at ændre skrifttyper, indsætte emojis, billeder og farver for at formidle tone og stemning.[12]
- “Nonverbale adfærdsmønstre er flerfunktionelle.”[13] Flere nonverbale signaler bruges samtidig og tillader, at flere budskaber kan udveksles parallelt.
- “Nonverbale udtryk kan udgøre et universelt sprog.”[13] Smil, gråd, pegen, kærtegn og stirren er nonverbale handlinger, som forstås globalt – uanset nationalitet. Sådanne signaler muliggør kommunikation, selv hvor sproget fejler.

### Praktiske anvendelser
Nonverbal kommunikation spænder vidt og omfatter både kropssprog, ansigtsmimik, gestik og stemmens nuancer som tone, tempo og rytme. Disse signaler indeholder subtile lag af mening, der er afgørende for effektiv interaktion. For eksempel er ansigtsudtryk ofte stærke indikatorer for følelser – nogle gange gennem såkaldte mikroudtryk, som er ultrakorte, ufrivillige ansigtsbevægelser, der afslører ægte følelser. De opstår på brøkdele af et sekund og kan afsløre noget, personen forsøger at skjule. Selvom nogle signaler kan være universelle, har mange kulturel betydning, og forkert fortolkning kan skabe misforståelser. At forstå stemmeføring, kulturelle betydninger af berøring og de sociale rammer, signaler udspiller sig i, er vigtigt for at kunne navigere i kommunikation effektivt.
Kulturelle regler – de såkaldte display rules – bestemmer, hvad der er passende at udtrykke og hvordan. I interkulturel kommunikation bliver forståelsen af kontekstkultur afgørende. Den kulturelle kontekst former, hvordan følelser vises og forstås nonverbalt. Kendskab til disse forskelle er centralt for at skabe vellykkede tværkulturelle samtaler og sikre, at nonverbale signaler tolkes korrekt.
Evnen til at tolke toneleje, rytme og kulturel betydning i den talte kommunikation supplerer de nonverbale signaler og skaber en helhedsforståelse af den menneskelige interaktion. Når der er uoverensstemmelse mellem ord og krop i kulturer med stærk nonverbal tradition, kan budskabet misforstås. I kulturer med fokus på det verbale er det nødvendigt, at de to niveauer stemmer overens for at sikre klarhed.
At beherske nonverbale signaler handler ikke blot om at forstå ord, men om at opnå dybere kulturel indsigt og lettere kunne manøvrere i forskellige sociale sammenhænge. Denne færdighed fremmer ikke kun præcis fortolkning, men styrker også forbindelsen på tværs af kulturelle skel. Dygtighed i nonverbal kommunikation er derfor en nøglekompetence i sociale sammenhænge, når man ønsker at forstå andre mennesker på et mere nuanceret plan og skabe autentisk kontakt.

## Historie
Den videnskabelige undersøgelse af nonverbal kommunikation og adfærd begyndte i 1872 med udgivelsen af Charles Darwins værk Følelsers Udtryk hos Mennesker og Dyr. I bogen argumenterede Darwin for, at alle pattedyr – både mennesker og dyr – udtrykker følelser gennem ansigtsmimik. Han stillede spørgsmål som: "Hvorfor har vores følelsesmæssige ansigtsudtryk netop de former, de har?" og "Hvorfor rynker vi næsen, når vi er væmmede, og blotter tænderne, når vi er rasende?" Darwin forklarede disse udtryk som ”brugbare tillærte vaner” – altså adfærd, der tidligere i evolutionen havde konkrete funktioner. For eksempel: hvis en art angreb ved at bide, var det nødvendigt at blotlægge tænderne før et angreb, og at rynke næsen reducerede indånding af ubehagelige lugte. På spørgsmålet om, hvorfor disse ansigtsudtryk fortsætter med at eksistere, selv når de ikke længere har deres oprindelige funktion, udviklede Darwins efterfølgere en forklaring med stor værdi: Mennesker fortsætter med at benytte disse udtryk, fordi de har fået kommunikativ betydning i løbet af evolutionen. Med andre ord: vi bruger ansigtsmimik som synlige tegn på vores indre tilstande. Selvom Følelsers Udtryk hos Mennesker og Dyr ikke blev en af Darwins mest anerkendte udgivelser kvalitetsmæssigt, dannede hans tanker grundlaget for den omfattende forskning, der fulgte om nonverbal adfærd og kommunikation. Charles Darwin var desuden en fremtrædende britisk naturforsker og biolog, bedst kendt for sin teori om evolution gennem naturlig selektion.
Selvom interessen for nonverbal kommunikation blev vakt allerede i 1800-tallet, blev forskningen midlertidigt bremset af behaviorismens fremkomst i 1920’erne. Behaviorisme er en læringsteori, der beskriver adfærd som tillært gennem betingning. Behaviorister som B.F. Skinner trænede for eksempel duer til at udføre bestemte handlinger som bevis på, at adfærd kan formes gennem belønning og straf.
Mens hovedparten af psykologiens forskere var optagede af behaviorisme, begyndte systematiske undersøgelser af nonverbal kommunikation gennem filmoptagelser i 1955–56 ved Center for Advanced Study in Adfærdsvidenskaberne. Projektet blev kendt som Den naturlige historie af et interview. De første deltagere omfattede to psykiatere, Frieda Fromm-Reichman og Henry Brosin, to lingvister, Norman A. McQuown og Charles Hockett, samt to antropologer, Clyde Kluckhohn og David M. Schneider (de to sidstnævnte trak sig dog inden projektets hovedfase). I stedet indtrådte antropologerne Ray Birdwhistell, der allerede da var kendt som grundlæggeren af kinesik – studiet af kropsbevægelseskommunikation, – og Gregory Bateson, som generelt var kendt som kommunikationsteoretiker. Senere tilsluttede Albert Scheflen og Adam Kendon sig de mindre forskergrupper, som fortsatte projektet efter opholdet ved CASBS. Projektet analyserede en film lavet af Bateson ved brug af en analytisk metode, der dengang kaldtes ”naturlig historie”, og som senere – især af Scheflen – blev betegnet som ”kontekstanalyse”. Resultatet blev aldrig udgivet i traditionel forstand, da det var for omfattende, men det blev gjort tilgængeligt på mikrofilm i 1971. Metoden omfattede minutiøs transskribering af filmet eller videofilmet adfærd og blev senere brugt til at analysere hilseritualer, sociale interaktioner ved fester og kropsholdningers rolle i menneskelig kommunikation.
Forskning i nonverbal kommunikation tog fart i midten af 1960’erne gennem en række psykologer og forskere. Michael Argyle og Janet Dean Fodor studerede forholdet mellem øjenkontakt og samtaleafstand. Ralph V. Exline undersøgte blikmønstre under tale og lytning. Eckhard Hess offentliggjorde flere studier om pupildilation i Scientific American. Robert Sommer fokuserede på forholdet mellem personlig plads og omgivelser. Robert Rosenthal fandt ud af, at forskeres og læreres forventninger kan påvirke deres resultater, og at subtile nonverbale signaler kan spille en væsentlig rolle i denne proces. Albert Mehrabian undersøgte nonverbale tegn på sympati og nærvær. I 1970’erne blev en række akademiske værker publiceret, som opsummerede feltets fremgang, herunder Shirley Weitz’ Nonverbal Communication og Marianne LaFrance og Clara Mayos Moving Bodies. Populære udgivelser inkluderede Body Language (Fast, 1970), som handlede om brugen af kropssprog i romantiske sammenhænge, samt How to Read a Person Like a Book (Nierenberg & Calero, 1971), der omhandlede kropssprog i forhandlinger. Tidsskriftet Miljøpsykologi og Nonverbal Adfærd blev grundlagt i 1976.
I 1970 fremsatte Argyle en hypotese om, at det talte sprog primært anvendes til at formidle information om hændelser i verden, mens nonverbale koder i højere grad tjener til at skabe og vedligeholde mellemmenneskelige relationer. Ifølge hypotesen vælger man at kommunikere holdninger nonverbalt, hvis man vil undgå pinlige eller konfliktfyldte situationer i en samtale. Derudover konkluderede Michael Argyle i 1988, at der findes fem primære funktioner for kropssprog og gestik i menneskelig kommunikation: selvpræsentation, ritualer og kulturelle hilsner, udtryk for relationer, følelsesudtryk samt understøttelse af tale i forhold til signalstyring mellem taler og lytter.

## Førstehåndsindtryk
Det tager kun en tiendedel af et sekund for et menneske at danne sig et førstehåndsindtryk. Ifølge en undersøgelse fra Princeton University er dette ultrakorte øjeblik tilstrækkeligt til, at vi instinktivt vurderer flere karaktertræk hos en anden person. Disse træk omfatter blandt andet "tiltrækningskraft, sympati, troværdighed, kompetence og aggressivitet." Et førstehåndsindtryk fungerer som en vedvarende ikke-verbal kommunikationsform. Den måde en person fremstår på i det første møde, sender et stærkt ikke-verbalt signal til observatøren. Fremtoningen kan blandt andet omfatte påklædning og synlige karakteristika såsom ansigtsudtryk og generelle ansigtstræk. Negative indtryk kan også opstå som følge af personens fremtoning eller betingede fordomme. Selvom førstehåndsindtryk nogle gange kan være misvisende, viser forskning, at de ofte afspejler en retvisende vurdering af personen.
I kulturel sammenhæng viser det sig, at mennesker fra kollektivistiske samfund ofte har sværere ved at ændre deres førstehåndsindtryk. Det skyldes, at de i højere grad tager konteksten i betragtning og derfor har behov for mere tid til at tolke nye informationer – da forskellige perspektiver kan være gyldige afhængigt af situationen.